# Mulm
Ne doit pas être confondu avec Mull.
Le mulm (du bas allemand molm, « poussière de sol en décomposition ») est un sédiment meuble de matière organique, composé principalement de restes végétaux, de bactéries, de minéraux et de produits finaux métaboliques.
Il se présente sous la forme d'une boue marron et gluante, riche en micro-organismes et oligo-éléments. Il est plus structuré que la boue et peut aussi contenir des déchets végétaux, des excréments, des insectes morts.

## Milieu forestier
Lorsque le bois mort se décompose, l'humification commence. Il peut alors se transformer en mull ou, lorsque le milieu est très humide et pauvre en oxygène, en mulm. Les arbres creux sont des sites propice au développement de mulm où se développe une biodiversité parfois fragile.

## Aquariophilie
Le fond de l'aquarium ou des parties de celui-ci sont souvent couverts de mulm. Il y joue différents rôles :
- Il offre une zone de peuplement idéale pour la bactérie Nitrobacter, qui contribue au cycle de l'azote
- Il contribue à l'équilibre de l'aquarium avec un potentiel Potentiel d'oxydoréduction favorable.
- Il s'y développe des micro-organismes dont se nourrissent les poissons et crevettes.
- Il est très riche en nutriments pour les plantes aquatiques.
- Il peut aussi encrasser les pièces mécaniques et colmater les mousses.

Le mulm peut pourrir s'il n'y a pas assez d'oxygène.